# Dariush Eghbali
Dariush Eghbali (en persa: داریوش اقبالی‎) mejor sabido por su nombre de etapa Dariush es un cantante iraní y actor. Es también un activista social quién ha sido promoviendo educación, concienciación y prevención con consideraciones a sociales maladies.

## Biografía
Nació en Teherán, el 4 de febrero de 1951. Su talento musical era primero reconocido en edad nueve cuándo  aparezca encima etapa en su escuela. Hassan Khayatbashi le introdujo al público en edad 20 a través de televisión nacional iraní. Obtenga popularidad para su canción "no Me Dice te Encanto". (Persa: به من نگو دوست دارم ser hombre nagu duset dācarnero)  Su estilo contemporáneo y único abierto arriba de una era nueva en música iraní. [La cita necesitada]
Carrera
Su trabajo consta de encima 208 canciones en encima 27 álbumes. También ha actuado en dos películas iraníes.
Dariush  canción Dastaye A (Vuestras Manos) estuvo nombrado tan el más soportando canción en historia de música iraní por Manoto televisión.

## Philanthropy
Dariush Es un miembro de la amnistía Internacional. Teniendo tuvo la experiencia de fármaco maltrata él antiguamente, es fuertemente implicado en traer concienciación y soporte al mundo de adicción. A través del establecimiento del Centro de Recuperación del Irán y Ayeneh Fundación, un no organización de beneficio con encima quince años de servicio público, así como a través de sitios web educativos, conferencias y seminarios educativos alrededor del mundo,  ha sido dedicado a la promoción de educación, concienciación y conocimiento con consideraciones a derechos humanos y un fármaco-estilo de vida libre. Uno de los sitios web educativos  tiene dotado a su countrymen es www.behboudichat.com cuál está pretendido para proporcionar una oportunidad a todo quienes no tienen acceso a reuniones para participar en las reuniones vivas que está planificado durante la semana en todas partes el mundo en persa.
Sus contribuciones han sido reconocidas por el Self-Ayuda E Intercambio de Recuperación, el cual le seleccionó para recibir el Ron Simmons & Rev, Ronald L. Wright Premio, para su contribución excepcional para apoyar participación de grupo por comunidades de minoría, el Grupo Estudiantil iraní y UCLA, y muchos otras organizaciones internacionales en todo el mundo.

## Vida personal
Dariush Es un Twelver Shia musulmán, y presentó canciones para Ali.

## Filmografía
- Yaran (Compañeros) (1974)
- Faryad Zire Ab (Grito Debajo Agua) (1977)

## Discografía
Álbumes de estudio
Encima Casete sólo:
- Gelayeh (1978)
- Khatereh 1 (1982)(con Hayedeh)
- Khake Khoobe Hombre (1983)
- Emrooz (1984)
- Entekhabi 4 (Nazanin) (1985) (con Homayra, Ebi)
- Ya Rab (1986) (Con Hayedeh & Ebi)
- Hambastegi 1 (1986)
- Delbar (1987) (Con Ebi & Moein)
- Khamoosh Namirid (1987)
- Motreb (1988) (Con Sattar & Ebi)
- Khake Khasteh (1989)
- Mediodía o Panir o Sabzi (1990) (Con Ebi)
- Mar Mar (1990)(Con Shohreh, Farzin, Ebi)
- Niyayesh (1990)
- Mara Ser Khaneham Bebar (2 Pistas encima un Lado) (1990)
- Aman Az (1992) Encima Casete & CD:
  - Sofreh Visto (1993) (Con Hatef)
  - Ahay Mardoome Donya (1993)
  - Bachehaye Irán (1995)
  - Ashofteh Bazar (1996)
  - Kohan Diyara (1998)
  - Ghahremanane Vatan (1998)
  - Gole Bita (1999)
  - El Amado es Aquí: Rumi (2003) (Con Faramarz Aslani & Ramesh)
  - Dobareh Misazamat Vatan (2003)
  - Rahe Hombre (2004)
  - Mojezeh Khamoosh (2008)
  - Donyaye En Roozaye Hombre (2010)
  - Ensan (2010)
  - El Amado es Aquí II: Hafez (2012)
  - Sefr (2016)[7] Recopilaciones
    - Tange Ghoroobeh (1989) Taraneh Inc. de Empresas॥॥.Tange Ghoroobeh (1989)
    - Ser Hombre Nagoo Dooset Daram (1989) Taraneh Inc. de Empresas॥॥.Ser Hombre Nagoo Dooset Daram (1989)
    - Nazanin (1990) Taraneh Inc. de Empresas॥॥.Nazanin (1990)
    - Dariush 1-7 (1991) Caltex Registros
    - Nefrin Nameh (1992) Pars Vídeo
    - Parandeye Mohajer (1993) Pars Vídeo
    - Jamón Seda (1993) Pars Vídeo
    - Nisti (1996) Avang Música
    - Salam Ey Khake Khoobe Mehrabani (2001) Pars Vídeo
    - Dariush Singles (2012) Álbumes vivos
      - Vivo en Palacio (1989)
      - Dariush va sahneh 1 (1993)
      - Vivo En Anfiteatro Universal (1994)
      - Dariush va sahneh 2 (1995)
      - Dariush va sahneh 3 (2002) Solo
        - 2010 300 Gole Sorkh (Ft. Rohan)
        - 2010 Dar En Donya (Ft. Fataneh) (Vivo)
        - 2010 Unido Para Neda (Ft. Morteza & Sattar)
        - 2011 Edad Ye Rooz (Ft. Faramarz Aslani)
        - 2011 Ey Eshgh (Ft. Faramarz Aslani)
        - 2011 Divar (Ft. Faramarz Aslani)
        - 2011 Taboye Irani
        - 2012 Azadi
        - 2013 Gonahe Bacheha Chieh
        - 2013 Na
        - 2014 Soghout (Vivo)
        - 2015 Shabe Akhar
        - 2015 Gelayeh (Vivo)
        - 2015 Parastesh
        - 2016 Maram Eshgh (Deklameh)
        - 2016 Niaz
        - 2017 Irán Asir (Deklameh)
        - 2017 Nazanin (Deklameh)
        - 2017 Hesse A
        - 2017 Delkhosham
        - 2017 Masloub (Vivo)
        - 2018 Andishe Koshtani Nist
        - 2018 Khodavanda (Deklameh)
        - 2018 Nafase Irán
        - 2018 Tasmim Ba Shomast (Deklameh)
        - 2018 Andishe (Deklameh)
        - 2019 Soroude Zendegani
        - 2019 Ashke Norooz
        - 2019 Norooz (Deklameh)